# Cantonul Breteuil (Eure)
Cantonul Breteuil (Eure) este un canton din arondismentul Évreux, departamentul Eure, regiunea Haute-Normandie, Franța.

## Comune
| Comune                       | Populație (1999) | Cod poștal | Cod INSEE |
| ---------------------------- | ---------------- | ---------- | --------- |
| Les Baux-de-Breteuil         | 578              | 27160      | 27043     |
| Bémécourt                    | 456              | 27160      | 27054     |
| Breteuil sur-Iton            | 3.473            | 27160      | 27112     |
| Le Chesne                    | 411              | 27160      | 27157     |
| Cintray                      | 361              | 27160      | 27159     |
| Condé-sur-Iton               | 755              | 27160      | 27166     |
| Dame-Marie                   | 89               | 27160      | 27195     |
| Francheville                 | 1.151            | 27160      | 27265     |
| Guernanville                 | 85               | 27160      | 27303     |
| La Guéroulde                 | 622              | 27160      | 27305     |
| Saint-Denis-du-Béhélan       | 145              | 27160      | 27532     |
| Saint-Nicolas-d'Attez        | 124              | 27160      | 27573     |
| Saint-Ouen-d'Attez           | 224              | 27160      | 27578     |
| Sainte-Marguerite-de-l'Autel | 384              | 27160      | 27565     |